# Tatárka (Nógrádsáp)

## Fekvése
Nógrád vármegye délnyugati részén, a Cserhát és a Gödöllői-dombság találkozásánál, a Sápi-partak völgyében fekvő Nógrádsáp község északkeleti részén található.

## Története
A Nógrádsáp melletti Tatárka nevű domb a 20. század elején mint csonkakúp alakú halom volt említve, melyet sánc vesz körbe, korát pedig a népvándorlás vagy a honfoglalás korába helyezték.

## Régészeti feltárások
1982–1983-ban Soós Virág régész végzett ásatást itt. A domb közepén a honfoglalás korából való, de már korábban kirabolt gazdag sírt tárt fel itt, melyet 6, 80 m átmérőjű sekély árok vett körbe, cölöpök nyomaival. Az ároktól délkeletire, a gerinc folytatásában további, hasonló korú 19 db sírt is feltárt. Az ásatás eredményei szerint a sáncárok később készült és sírokat is elpusztított. A sánc külső lejtőjén égett foltra és egy további cölöp nyomára is rátalált.
Az ásatás eredményei szerint tehát a Tatárka-dombon a 10. században magyar temető volt, majd később, amikor a temetőt már rég felhagyták, ugyanide kis vár is épült, árokkal körülvéve és cölöpszerkezetű várfallal megerősítve, melynek pontos korát nem ismerjük. A leletek alapján 13. századra vallanak.